# メンリ・テムル
メンリ・テムル（ラテン文字化：Mengli Temür、中国語: 免力帖木児、? - 1426年）は、チンギス・カンの次男のチャガタイの子孫で、哈密衛（ハミル）の統治者。先々代のハミル王エンケ・テムルの息子。『明実録』などの漢字表記は免力帖木児。
同時代のペルシア語史料ではメンリ・テムル・バイリ（Manglī tīmūr bāīrī／منگلی تیمور بایری）と記される。

## 概要
永楽9年（1411年）、哈密忠順王トクトが亡くなると、トクトの従兄弟でエンケ・テムルの息子のメンリ・テムルが後を継ぎ、永楽帝より新たに哈密忠義王に封ぜられた。この際の永楽帝の発言によると、暴虐な人柄であった先代哈密王トクトに比べメンリ・テムルは誠実な人柄で、周囲に推戴されてハミル君主になったという。「忠義王位」とはメンリ・テムルのため新たに増設された王位で、これ以後ハミルではトクトに始まる「忠順王位」とメンリ・テムルに始まる「忠義王位」が並存することとなる。
永楽10年（1412年）にはアドル・ホージャ（阿都児火者）を明朝に派遣して朝貢を行った。この時僧綱司を設置することを永楽帝に請願し、許されている。永楽11年（1413年）にも朝貢を行い、年末にはメンリ・テムル及び先代君主トクトの母親に下賜品が与えられている。これ以後、永楽18年（1420年）まで定期的に明朝への朝貢が続く。
永楽19年（1421年）に入ると、ハミルはドルベン・オイラト（オイラト部族連合）の攻撃を受けるようになる。この頃、ドルベン・オイラトではチョロース部の順寧王マフムードとダルバク・ハーンが相継いで亡くなり、彼等に代わってケレヌート部の賢義王タイピンとオイラダイ・ハーンらが実権を握るようになっており、ハミル侵攻も賢義王タイピンが主導して行われたものであった。これに対しメンリ・テムルは永楽帝に救援を要請し、永楽帝の仲裁を受けて賢義王タイピンは謝罪の使者を派遣した。
永楽22年（1424年）、永楽帝が死去して洪熙帝が即位して以後もメンリ・テムルは朝貢を続けたが、宣徳元年（1426年）に入って亡くなった。即位したばかりの宣徳帝は先代君主トクトが元々「忠順王」であったこと、またトクトの息子のブダシリが成長していることを考慮し、ブダシリを哈密忠順王に封じることを通達した。

## ティムール朝遣明使節の記録
1419年、ティムール朝君主シャー・ルフは明朝へと使者を派遣し、この一行に参加していたギヤースッディーン・ナッカーシュは明朝（ヒタイ）への記録を日誌として書き記した。
この記録に登場するメンリ・テムル・バイリこそが、明朝の記録する「忠義王免力帖木児」に相当する人物であると見られている。

## 哈密衛君主
1. 哈梅里王グナシリ（Unaširi,兀納失里/Kūnāshīrīکوناشیری）：在位1380年-1393年
2. 忠順王エンケ・テムル（Engke Temür,安克帖木児/Anka tīmūrانکه تیمور）：在位1393年-1405年
3. 忠順王トクト（Toqto,脱脱）：1405年3月-1411年3月
4. 忠義王メンリ・テムル（Mengli Temür,免力帖木児/Manglī tīmūr bāīrīمنگلی تیمور بایری）：在位1411年3月-1425年12月
5. 忠順王ブダシリ（Budaširi,卜答失里）：1425年12月-1439年12月
6. 忠義王トゴン・テムル（Toγon Temür,脱歓帖木児）：1427年9月-1437年11月
7. 忠義王トクトア・テムル（Toqto'a Temür,脱脱塔木児）：1437年11月-1439年
8. 忠順王ハリール・スルタン（Khalīl Sulṭān,哈力鎖魯檀）：1439年12月-1457年8月
9. 忠順王ブレゲ（Bürege,卜列革）：1457年9月-1460年3月
10. 忠順王バグ・テムル（Baγ Temür,把塔木児）：1466年-1472年11月
11. 忠順王ハンシン（Qanšin,罕慎）：1472年11月-1488年
12. 忠順王エンケ・ボラト（Engke Bolad,奄克孛剌）：1488年-1497年12月
13. 忠順王シャンバ（Šamba,陝巴）：1492年2月-1493年4月、1497年12月-1505年10月
14. 忠順王バヤジット（Beyazıt,拝牙即）：1505年10月-1513年8月